# Скибарко, Алексей Петрович
Алексей Петрович Скиба́рко (1910—1975) — советский учёный в области радиотехники и радиоэлектроники, организатор радиоэлектронной промышленности.

После окончания аспирантуры МГУ: В. Е. Микрюков, С. П. Стрелков, А. П. Скибарко

## Биография
Окончил вуз[уточнить] и аспирантуру МГУ.
В 1931—1936 и 1952—1975 годах преподавал в МАИ имени С. Орджоникидзе С 1957 зав. кафедрой «Радиоприемные устройства». Профессор. Организатор и первый заведующий (1945) кафедры радиотехники Горьковского университета.
В 1936—1942 зав. кафедрой «Радиопередающие устройства» Горьковского индустриального института.
Участник атомного проекта. С 1946 года директор ЦКБ № 326, главный инженер и исполняющий обязанности директора Горьковского завода имени М. В. Фрунзе. Получил задание разработать радиодатчик-радиовысотомер для атомных бомб. 1 февраля 1950 г. назначен начальником созданного для этих целей отдела № 20 НИИ-11.
В 1948 году опытный образец радиодатчика РД-1 был подготовлен к испытаниям. Прибор РД-1 был закончен и принят в серию в 1952 году..
С 1952 года работал в НИИ-17 МАП (Москва, главный конструктор Е. Н. Геништа).
В 1956 года отдел А. С. Скибарко выделился в самостоятельное СКБ-88 (позднее назывался НИИ «Кулон»). Руководил СКБ до 1960 года. Участвовал в создании новых модификаций приборов «Вибратор».

## Сочинения
- Усилительные устройства [Текст] : Конспект лекций / А. П. Скибарко, Г. В. Длугач ; М-во высш. и сред. спец. образования СССР. Моск. авиац. ин-т им. Серго Орджоникидзе. — Москва : [б. и.], 1971-. — 20 см. Ч. 1. — 1971. — 112 с. : черт.

## Награды и премии
- орден Ленина (1953)
- Сталинская премия третьей степени (1949) — за разработку конструкций радиоаппаратуры
- Сталинская премия третьей степени (18.4.1953) — за успешное выполнение задания Правительства по созданию приборов «Вибратор»